# Colonne sonore di Orange Road

Logo italiano dell'edizione Yamato Video

Lista delle colonne sonore della serie televisiva anime e OAV di Orange Road, realizzate dal compositore giapponese Shirō Sagisu.		

## Kimagure Orange Road CD Collection – Special BGM-shū tsuki
Tracce
1. Mogitate no koi - Rie Kawauchi – 3:20
2. Shakunetsu Paradise – 1:22
3. Seaside yochi dream – 2:55
4. Summertime triangle – 2:52
5. Kimagure tenshi - Rie Kawauchi – 4:21
6. de Maimu que – 2:21
7. Tokimeki natsu-iro graffiti - Rie Kawauchi – 1:44
8. Beat de shitto – 4:14
9. Kinjirareta koi no shima – 3:10
10. Nagisa no love chase – 4:36
11. Heart wo nice catch - Rie Kawauchi – 3:23
12. Waku Waku Island – 2:30
13. Telepathy Scramble – 1:20
14. Marine Paradise – 1:21
15. Escape – 1:46
16. ABCB – 2:21
17. Mayowasenaide Madonna (Don't Make Me Get Lost, Madonna) – 1:14
18. Himitsu shirei (Secret Command) – 1:16
19. Itoshi no My Love (My Darling Love) – 1:18
20. Natsu no omoi wo nosete… (Carrying Summer Memories)

## Kimagure Orange Road – Sound Color 1
Tracce
1. Night Of Summer Side – 4:09
2. Red straw hat – 2:45
3. ESP and the T.P.O. – 1:04
4. Blue sky blastoff! – 1:33
5. Madoka's theme ~ Lonely Concert – 2:27
6. Walk Struttin – 2:10
7. Kiken'na triangle (危険なトライアングル?) – 4:15
8. Natsu no mirage (夏のミラージュ?) – 4:30
9. Questions in secret – 1:52
10. Aerobics on 'RAP' – 1:52
11. Rock 'n' Roll Diabolic – 1:54
12. Exclamation's trickery Exclamation – 0:29
13. Honky-tonk Hip Hop to Us – 1:40
14. Bayshore Dancing Way – 2:38
15. Janina – 4:38

## Kimagure Orange Road – Sound Color 2
Tracce
1. Orange Mystery (オレンジ・ミステリー?) – 3:55
2. Night Fog's Tiptoeing – 1:39
3. FUTARI-DE – 3:05
4. Salvia no hana no youni (サルビアの花のように?) – 3:58
5. Moment Suspense – 1:02
6. Madoka's Theme ~ In Blue – 1:16
7. Heavy and severe – 2:00
8. Eye Catch! – 0:06
9. Furimuite My Darling (ふり向いてマイ・ダーリン?) – 3:56
10. Again – 3:51
11. A boy meets a girl – 4:03
12. Breaking Heart (ブレイキング・ハート?) – 4:02
13. You and Island cafe – 3:15
14. THE DRAMATIC SQUARE – 2:25
15. BACK TO THE RED STRAW HAT TIME – 3:27
16. Kanashii heart wa moete-iru (悲しいハートは燃えている?) – 4:04

## Kimagure Orange Road – Singing Heart
Tracce
1. Natsu no mirage (夏のミラージュ?) – 4:30
2. Orange Mystery (オレンジ・ミステリー?) – 3:51
3. Furimuite My Darling (ふり向いてマイ・ダーリン?) – 3:56
4. Janina – 4:38
5. Night Of Summer Side – 4:06
6. One more yesterday – 4:35
7. Again – 3:51
8. Breaking Heart (ブレイキング・ハート?) – 4:02
9. Salvia no hana no youni (サルビアの花のように?) – 3:58
10. Kiken'na triangle (危険なトライアングル?) – 4:14
11. Kanashii heart wa moete-iru (悲しいハートは燃えている?) – 4:04
12. One more time in my heart – 4:40

## Kimagure Orange Road – Sound Color 3
Tracce
1. Dance in the memories (ダンス・イン・ザ・メモリーズ?) – 4:09
2. Rememiniscence… of you in the red straw hat – 3:11
3. After Heartbreak – 1:52
4. Fly me to the ski – 2:00
5. Under the tree of memories – 3:10
6. Night and Day – 4:25
7. ORANGE VICE – 2:23
8. I would want to be a night ranger – 1:45
9. Madoka's Theme ~ in Lovers Room – 2:26
10. Romantic with you – 2:16
11. My Little girl – 1:50
12. Next to come – 0:30
13. Kagami no naka no actress (鏡の中のアクトレス?) – 3:31
14. Love is in your eyes – 4:14
15. Tell me that you love me – 2:18
16. One more yesterday – 4:35
17. See you tomorrow! – 1:38

## Kimagure Orange Station
Tracce
1. Orange Mystery (オレンジ・ミステリー?) - 3:51
2. Kanashii heart wa moete-iru (悲しいハートは燃えている?) – 4:04
3. Furimuite My Darling (ふり向いてマイ・ダーリン?) – 3:56
4. Breaking Heart (ブレイキング・ハート?) – 4:02
5. Kagami no naka no actress (鏡の中のアクトレス?) – 3:31
6. Kiken'na triangle (危険なトライアングル?) – 4:14
7. Dance in the memories (ダンス・イン・ザ・メモリーズ?) – 4:09
8. Natsu no mirage (夏のミラージュ?) – 4:30
9. Salvia no hana no youni (サルビアの花のように?) – 3:58
10. Night of Summer Side – 4:06

## Kimagure Orange Road – Ano hi ni kaeritai
Tracce
1. Ano sora wo dakishimete (あの空を抱きしめて?) – 4:19
2. Radio no youni (ラジオのように?) – 2:20
3. Say Good-bye – 1:22
4. Return to Three – 2:06
5. I Don't Know Why, Why You Don't!? – 1:53
6. Kanashii kake (哀しい賭け?) – 2:12
7. Itsumo ABCB de (いつもＡＢＣＢで?) – 5:09
8. Ojamamushi's Graffiti (オジャマ虫'ｓ グラフィティ?) – 1:13
9. Futashikana I LOVE YOU (不確かな Ｉ ＬＯＶＥ ＹＯＵ?) – 3:55
10. Shop of "Dry" – 2:27
11. Beat Emotion – 1:25
12. Teardrops – 0:31
13. Call My Name – 1:26
14. Be Your Only One – 1:52
15. Tori no youni (鳥のように?) – 4:16

## Kimagure Orange Road – Loving Heart
Tracce
1. Kagami no naka no actress (鏡の中のアクトレス?) – 3:31
2. Natsu no mirage (夏のミラージュ?) – 4:30
3. Tender Jealousy – 4:45
4. Kanashii heart wa moete-iru (悲しいハートは燃えている?) – 4:04
5. Bayside Dancer – 5:32
6. Uncertain I Love You – 3:55
7. Night Of Summer Side – 4:06
8. Golden Hill Road – 5:23
9. Dance in the memories (ダンス・イン・ザ・メモリーズ?) – 4:09
10. Night and Day – 4:25
11. Tori no youni (鳥のように?) – 4:16
12. Kiken'na triangle (危険なトライアングル?) – 4:14
13. Whispering Misty Night – 5:17
14. Orange Mystery (オレンジ・ミステリー?) – 3:51
15. Ano sora wo dakishimete (あの空を抱きしめて?) – 4:19

## Shin Kimagure Orange Road Original Soundtrack
Tracce
1. Opening Theme (KYOSUKE No.1) [OP] – 3:45
2. Love I – 3:51
3. Omoide I (思い出Ｉ?) – 2:32
4. Tohou ni kurete (途方に暮れて?) – 3:27
5. Madobe kara (窓辺から (KYOSUKE No.1)?) – 3:17
6. Doko ni iru-no… (何処にいるの⋯?) – 3:26
7. Love Is Power [IS] – 5:06
8. Omoide II (思い出ＩＩ?) – 3:17
9. Lounge I (ラウンジＩ?) – 2:04
10. Lounge II (ラウンジＩＩ?) – 1:55
11. Kousasuru omoi (交錯する想い?) – 3:42
12. Kyōsuke no theme I (恭介のテーマＩ?) – 2:00
13. Saikai (再会?) – 1:45
14. Don't Be Afraid [IS] – 4:07
15. Isekai e no tobira (異世界の扉?) – 6:23
16. Anata ni koko ni ite-hoshii (あなたにここにいて欲しい(KYOSUKE No.1)?) – 3:48
17. Kyōsuke no theme II (恭介のテーマＩＩ?) – 1:41
18. Love II – 4:42
19. Yorisou futari (寄り添う２人(KYOSUKE No.1)?) – 3:47
20. Ima, soshite kore kara (今，そしてこれから?) – 3:41
21. DAY DREAM ~ Soba ni iru yo (ＤＡＹ ＤＲＥＡＭ～そばにいるよ?) [MT] – 4:11